# 素人童貞
素人童貞（しろうとどうてい、英: amateur virginity）は、日本社会における性的観念の一つ。「シロウト童貞」とも表記される。この言葉が初めて登場するのは1983年の雑誌『月刊プレイボーイ3月号』で、「プロの女性としかイタしておらぬ仮性オトコ」と定義されている。性風俗店で働いている風俗嬢以外の女性との性行為の経験がない男性に対して蔑んで用いる言葉で、1980年代末ごろより定着した用語と見られている。

## 概説
童貞という言葉は古くは女性、即ち現在で言うところの処女の意味も含んでいたが、性経験の無い男性を指す言葉として確立したのは1970年代で、このころより童貞という価値観が美徳の概念から恥の概念へと変貌した。男性向け週刊誌『平凡パンチ』で1965年ごろより童貞に対する批判的言説が見られるようになり、1972年の女性雑誌『微笑』の男子学生へのインタビューから、自ら格好悪いという印象を持ち始めるようになっている。こうした状況から童貞・非童貞の価値観が1970年代以前と逆転するようになり、そこからさらに童貞のカテゴリを細分化しようとする動きが見られるようになった。
シロウト童貞という言葉は、そうした細分化としてはじめに用いられるようになった「対象の女性がシロウトか、プロか」という区別で、『プレイボーイ』にて1983年に開発され、翌年には定義の説明を省いて用いられるようになる。1990年2月号の『プレイボーイ』では読者投稿として「シロウト童貞」という言葉が見られるようになり、この頃には一般に浸透し定着したと考えられている。言葉の浸透と前後し、こうした行為の是非を問う声が上がるようになった。ひとつは『チェックメイト』や『プレイボーイ』、『スコラ』などに見られた「性風俗で童貞を捨てるのは一種の逃げである」とする言説、もうひとつは『メンズノンノ』や『ホットドッグ・プレス』などの「性風俗に行ってでも童貞は捨てるべきである」とする言説である。
こうした言説は1980年代以降の非本番風俗店の増加や、性病の問題などから次第に「性風俗で童貞を捨てるのは一種の逃げである」とする言説が強く打ち出されるようになり、さらに1970年代以降から持たれるようになった「童貞=もてない」という価値観と融合して、現代の蔑称としての意味を持つ「シロウト童貞」へとつながっていくこととなった。つまるところ、いくばくかの金銭を支払うことで春を買い童貞を脱することはできたが、それは自らの男としての総合的な資質で総合的に女を口説き落としたと言った次第ではないため、通常の非童貞とは区別されると言うわけである。
童貞という価値観に対する下位カテゴリーの創生はこれだけに留まらず、1990年代になると「いつまでに童貞を捨てたか」という数値化による分類（いわゆるヤラハタ・ヤラミソ）が見られるようになった。